# Povârgina, Timiș
Povârgina este un sat ce aparține orașului Făget din județul Timiș, Banat, România.

## Obiective turistice
Biserica de lemn "Sf.Ilie", datand din 1783, pastreaza picturi realizate in anul constructiei de catre Gheorghe Diaconovici-Loga. Monumentul este de plan dreptunghiular, cu absida poligonala si cu pridvor peste care se inalta turnul-clopotnita.

### Legături externe

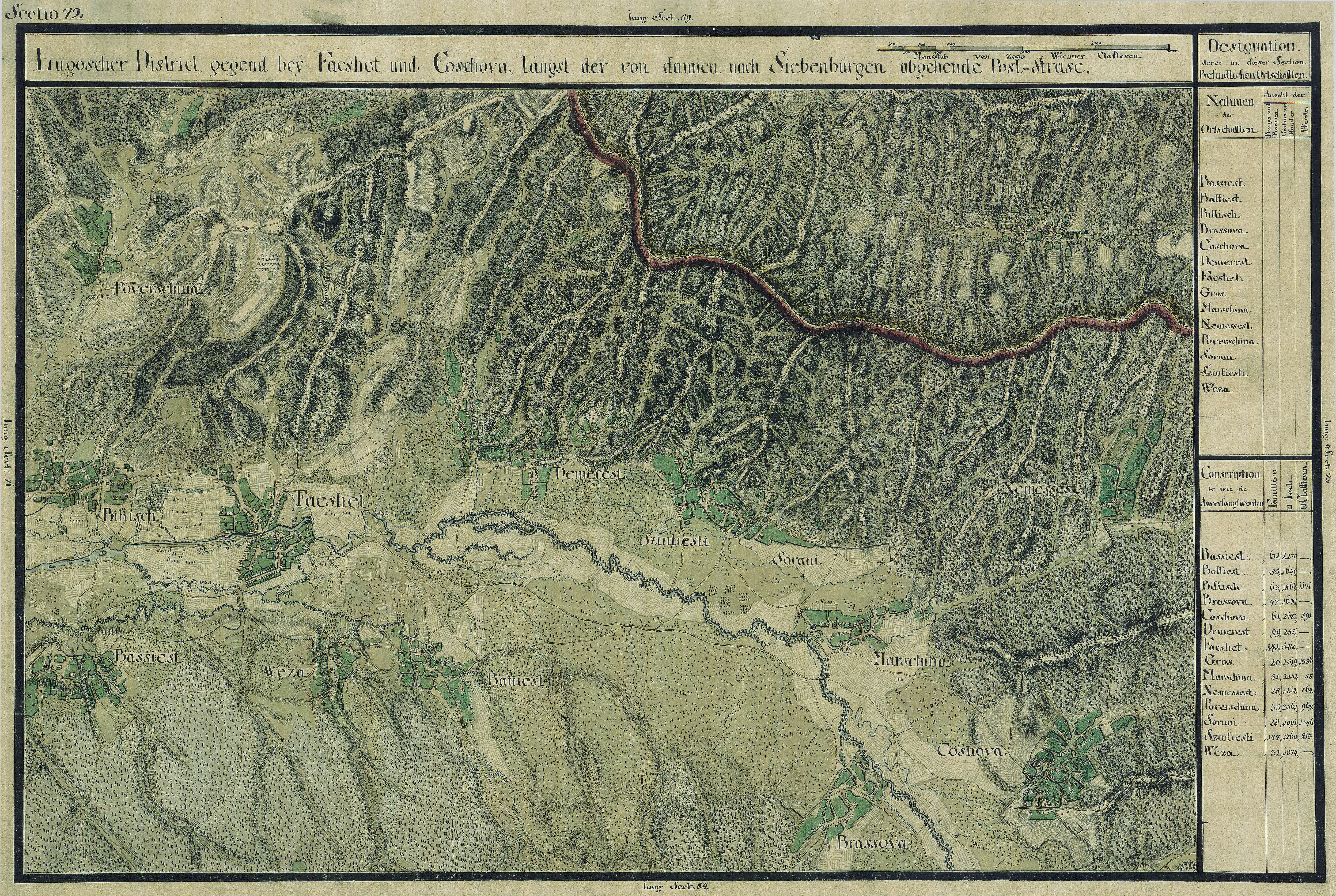
Povârgina în Harta Iosefină a Banatului, 1769-72

## Vezi și
- Biserica de lemn din Povârgina